# IC 4966
IC 4966 је тројна звијезда у сазвјежђу Телескоп која се налази на листи објеката дубоког неба у Индекс каталогу.
Деклинација објекта је - 53° 37' 11" а ректасцензија 20h 12m 16,4s.